# Svitle (Svitle), Djankoi
Svitle (în ucraineană Світле) este localitatea de reședință a comunei Svitle din raionul Djankoi, Republica Autonomă Crimeea, Ucraina.

## Demografie
Componența lingvistică a localității Svitle
     Rusă (83,91%)
     Ucraineană (14,12%)
     Alte limbi (1,45%)
Conform recensământului din 2001, majoritatea populației localității Svitle era vorbitoare de rusă (83,91%), existând în minoritate și vorbitori de ucraineană (14,12%).